# أندي غيلبرت
أندي غيلبرت (بالإنجليزية: Andy Gilbert) هو لاعب كرة قاعدة أمريكي، ولد في 18 يوليو 1914 في Derry Township, Westmoreland County, Pennsylvania ‏ في الولايات المتحدة، وتوفي في 29 أغسطس 1992 في دافيس في الولايات المتحدة.

## وصلات خارجية
- أندي غيلبرت على موقع جمعية أبحاث البيسبول الأمريكية (الإنجليزية)